# Pat Parker
Pat Parker   (Houston, 20 de gener de 1944 - Oakland, 17 de juny de 1989) fou una poeta i activista afroamericana, lesbiana i feminista.

## Biografia
Era la quarta filla de Marie Louise Anderson, treballadora domèstica, i Ernest Nathaniel Cooks, recautxhutador de pneumàtics. Parker cresqué entre la classe obrera pobra de Third Ward, Houston, la part negra de la ciutat.
Quan tenia quatre anys la seua família es traslladà a Sunnyside, Houston.
Deixà sa casa als dèsset anys i es va traslladar a Los Angeles, Califòrnia; es llicencià en la Universitat de la Ciutat de Los Angeles (1961-1963) i feu un postgrau en la Universitat Estatal de San Francisco. Als 18 anys, el 20 de juny del 1962 es casà amb el dramaturg Ed Bullins i se n'anaren a San Francisco. Tenien molts problemes i s'intentaren separar fins a 8 vegades -explica en una entrevista, però el seu marit sempre la tornava a trobar. Se'n separà el 17 de gener de 1966. Va explicar que el seu exmarit era físicament violent i que li tenia "una por mortal"; tot i això, no va ser capaç d'explicar-ho a la seua família.
Es va casar per segona vegada a Berkeley, amb l'escriptor Robert F. Parker, del qual es divorcià el 1966, ja amb consciència -explica- que el matrimoni no era per a ella. Va treballar en llocs diversos per a mantenir els seus dos fills, Cassidy Brown i Anastasia Dunham-Parker: com a correctora de proves, cambrera, secretària i instructora d'escriptura creativa.
Retorna a Huston i decideix escriure una novel·la. Ja escrivia des de nena poesia quan era a l'escola secundària, i s'havia implicat en el periòdic de l'escola.

## Activisme i poesia
Parker s'identifica com a lesbiana a la fi dels anys 1960 i en una entrevista el 1975 amb Anita Cornwell, declara que "després de la meua primera relació amb una dona, vaig saber on anava." Comença a implicar-se en la lluita pels drets civils, els drets de les dones i els moviments gais, i llig la seua poesia en alguns actes.
Parker fa el seu primer recital de poesia públic el 1963 a Oakland i el 1968 comença a llegir la seua poesia a grups de dones en llibreries de dones, cafés i trobades feministes. Amb la poeta Judy Grahn i altres organitza una comunitat a l'entorn de la poesia lèsbica: "Era una cosa pionera ... Estàvem parlant amb dones sobre dones i, al mateix temps, deixant que les dones sabessen que les experiències que estaven tenint eren compartides per altres persones".
En 1972 publica el seu primer volum de poesia: Child of Myself.
S'implica en les Panteres Negres; el 1978-79 s'involucra amb Veus Diverses de Dones Negres, un grup de poetes i músiques en què era Linda Tillery i Mary Watkins & Gwen Avery. El 1980 funda el Consell Revolucionari de les Dones Negres, i dona suport a la formació del Col·lectiu Dones de Premsa, a més d'implicar-se en l'activisme organitzat de gais i lesbianes.
De 1978 a 1987 treballa com a coordinadora mèdica al Centre Feminista de Salut de Dones d'Oakland.
Judy Grahn, companya, poeta i amiga, identifica la poesia de Pat Parker com a part de la "continuació de la tradició negra de poesia radical".
Cheryl Clarke, una altra poeta i col·lega, la identifica com la "veu líder" del món de la poesia lesbiana, per a afrontar totes dues qüestions -ser negra i pertànyer a les comunitats de dones amb "la precarietat de ser no-blanc, no-mascle, no-heterosexual en una racista, misògina i homòfoba cultura imperial." Clarke creu que Parker articula "una perspectiva negra-lesbiana d'amor entre dones i les circumstàncies que impedeixen la nostra intimitat i alliberament."
Pat Parker i Audre Lorde es conegueren el 1969 i intercanviaren cartes i visites fins a la mort de Parker el 1989. La seua col·laboració inspirà, entre d'altres, la cantant lesbiana-feminista Nedra Johnson, la cançó de la qual "Where Will You Be?" es convertí en un himne feminista als Estats Units.

## Womanslaughter
La germana major de Parker fou assassinada pel seu marit, i el poema autobiogràfic Womanslaughter (1978) està basat en aquest fet.
En el poema, Parker diu:
Her things were his 
including her life.
(Les seues coses eren seues
incloent la seua vida.)
El perpetrador fou condemnat per "womanslaughter" (homicidi), no assassinat; perquè
Men cannot kill their wives. They passion them to death.
(Els homes maten les seues dones. S'apassionen fins a la mort)
Fou sentenciat només a un any en un programa de llibertat condicional. Parker denuncià la sentència davant el Tribunal Internacional de Delictes contra Dones realitzat el 1976 a Brussel·les, jurant:
I will come to my sisters
not dutiful,
I will come strong.
(Vindré a les meues germanes
No obedient,
Vindré forta.)

## Mort
Parker va morir el 1989 de càncer de mama a l'edat de 45 anys. Les comunitats feministes lesbianes estatunidenques van plorar la seua pèrdua. Es creà el Pat Parker Place (centre comunitari) a Chicago.

## Tributs
- El 1991 es creà la biblioteca Pat Parker/Vito Russo a Nova York en la seua memòria i la de l'escriptor i activista LGBT Vito Russo.[11]
- El premi de poesia Pat Parker atorgat cada any a un vers lliure, narrativa poètica o monòleg dramàtic a una poeta lesbiana negra, patrocinat per l'Associació Nacional d'Estudis de Dones.[12]

## Treball
- Where Will You Be? (lectura del text per la mateixa Pat Parker, registrat el 14 d'octubre del 1979)

### Llibres
- Child of Myself (1972) The Women's Press Collective
- Pit Stop (1973) The Women's Press Collective
- Womanslaughter (1978) Diana Press
- Movement in Black (1978) Crossing Press
- Jonestown & Other Madness (1989) Firebrand Books
- Movement in Black: The Collected Poetry of Pat Parker, 1961–1978 (includes work from Child of Myself and Pit Stop), foreword by Audre Lorde, introduction by Judy Grahn, Diana Press (Oakland, Califòrnia), 1978, expanded edition, introduction by Cheryl Clarke, Firebrand Books (Ithaca, Nova York), 1999.
- Also contributor to:
- Plexus
- Amazon Poetry
- I Never Told Anyone
- Home Girls
- This Bridge Called My Back: Writings by Radical Women of Color, edited by Cherríe Moraga and Gloria Anzaldúa, Women of Color Press, 1981
- altres antologies, revistes i periòdics

### No-ficció
- Unleashing Feminism: Critiquing Lesbian Sadomasochism in the Gai Nineties (1993) (amb Anna Livia Julian Brawn i Kathy Miriam)

### Selecció d'antologies
- Where Would I Be Without You? The Poetry of Pat Parker and Judy Grahn, 1976 Sound Recording Olivia Records
- Lesbian Concentrate Sound Recording 1977 Olivia Records
- Revolution: It's Not Neat or Pretty or Quick This Bridge Called My Back Cherríe Moraga and Gloria Anzaldúa, eds. Watertown, Massachusetts: Persephone Press, 1981.